# Comuna Perehrestea, Vînohradiv
Perehrestea (în ucraineană Перехрестя) este o comună în raionul Vînohradiv, regiunea Transcarpatia, Ucraina, formată din satele Crăciunești, Perehrestea (reședința) și Pușkino.

## Demografie
Componența lingvistică a comunei Perehrestea
     Ucraineană (60,95%)
     Maghiară (38,06%)
     Alte limbi (0,98%)
Conform recensământului din 2001, majoritatea populației comunei Perehrestea era vorbitoare de ucraineană (60,95%), existând în minoritate și vorbitori de maghiară (38,06%).